# Zhang Zheng
En una onomàstica xinesa Zhang es el cognom i Zheng el prenom.
Zhang Zheng (xinès simplificat: 张铮 ) (Shanghai 1920 - 2007). Actriu i directora de cinema xinesa. Pertany al grup de directors de la Quarta Generació.

## Biografia
Zhang Zheng, de nom real Zhang Shuzhen, va néixer el 3 de setembre de 1920 a Shanghai (Xina). Després de l'esclat de la segona guerra sino-japonesa i de la mort dels seus pares va anar a viure a Yan'an (província de Shaanxi). Finalitzat el batxillerat en una escola secundària per a noies, va treballar com a empleada en una llibreria. Després d'arribar a Yan'an, va estudiar a l'Institut d'Art Yan'an Lu Xun. Casada amb Chen Di, professor de música va aprendre a tocar el violí.
Va morir a Shanghai el 3 d'abril de 2007, i va ser enterrada al cementiri musulmà de la ciutat.

#### Carrera cinematogràfica
Va començar la seva trajectòria al cinema com actriu a Pequín. El 1949 va participar com a protagonista en la pel·lícula "Chinese Daughter" que va guanyar un premi al 5è Festival Internacional de Cinema de Karlovy Vary. Com actriu el 1976 va participar en la pel·lícula "Li Jue 决裂" ambientada en l'època de la Revolució Cultural, dirigida per Li Wenhua.
Acabada la segona guerra sino-japonesa es va incorporar al Shanghai Film Studio on va fer d'ajudant de direcció en diverses pel·lícules com "Railway Guerrilla" del director Zhao Ming. No va dirigir la seva primera pel·lícula fins a l'any 1958: " 第三次试验 ", film que va codirigir amb Tau Xu. El 1963 es va traslladar a Pequín i va entrar al Beijing Film Studio, on va rodar pel·lícules com 山村姐妹 (Mountain Sisters).
El seu gran èxit com a directora va ser "Xiao Hua - 小花" traduïda a l'ànglès com "Little Flower". Produïda el 1979 per Beijing Film Studio i protagonitzada per Joan Chen que més tard es convertiria en una actriu famosa a escala internacional amb aparició a sèries estatunidenques com "El cotxe fantàstic", "Corrupció a Miami", "Mac Gyver", "Twin Peaks", "Mike Hammer" i especialment pel seu paper a "L'últim emperador" de Bernardo Bertolucci. Va guanyar el Hundred Flowers Award de 1980 a la millor pel·lícula.